# Stefano Cecchini
Stefano Cecchini (22 ottobre 1961) è un ex mezzofondista italiano.

## Palmarès
| Anno | Manifestazione | Sede     | Evento      | Risultato  | Prestazione | Note |
| ---- | -------------- | -------- | ----------- | ---------- | ----------- | ---- |
| 1981 | Universiadi    | Bucarest | 800 m piani | Semifinale | 1'50"08     |      |
| 1983 | Universiadi    | Edmonton | 800 m piani | Semifinale | 1'51"92     |      |
| 1987 | Europei indoor | Liévin   | 800 m piani | Batteria   | 1'52"15     |      |

## Campionati nazionali
1985
- Oro ai campionati italiani assoluti, staffetta 4x800 m - 7'20"43

1986
- Oro ai campionati italiani assoluti, staffetta 4x800 m - 7'42"63
- Argento ai campionati italiani assoluti indoor, 800 m piani - 1'50"93

1987
- Bronzo ai campionati italiani assoluti indoor, 1500 m piani - 3'45"61

## Altre competizioni internazionali
1979
- 10º al Rieti Meeting ( Rieti), 1500 m piani - 3'54"0

1982
- Bronzo al Golden Gala ( Roma), 800 m piani - 1'50"54
- 11º al Rieti Meeting ( Rieti), miglio - 4'10"71

1983
- 4º al Golden Gala ( Roma), 800 m piani - 1'48"87

1984
- 4º al Golden Gala ( Roma), 800 m piani - 1'48"48